# Glen Dell
Glen Dell (ur. 9 kwietnia 1962 w Johannesburgu w Południowej Afryce, zm. 12 października 2013) – południowoafrykański pilot akrobata, który od sezonu 2008 startował w zawodach z cyklu Red Bull Air Race. Był ośmiokrotnym mistrzem akrobacji RPA oraz zdobył mistrzostwo akrobacji FAI.